# 南方浅滩
南方浅滩位于南沙群岛东部，阳明礁、鲎藤礁东南，紫滩、莪兰暗沙以西，滩内有东坡礁、棕滩、宝滩和东华礁。1983年中国地名委员会公布的标准名称为“南方浅滩”。西方文献一般称为“Southern Bank”或“Southern Shoal”。